# Watermolen van Volsem

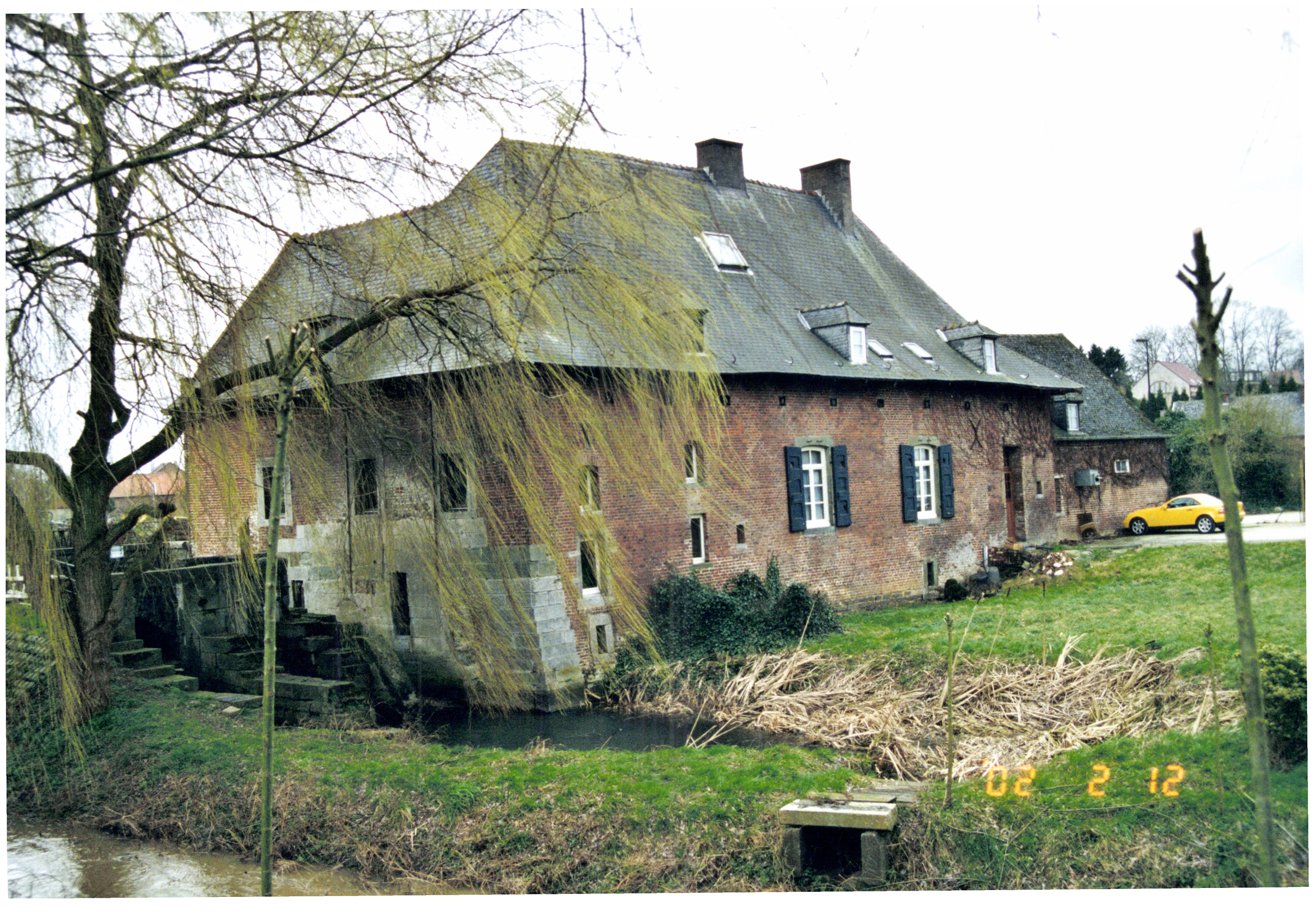
Watermolen van Volsem

De Watermolen van Volsem is een watermolen in de Vlaams-Brabantse plaats Sint-Pieters-Leeuw, gelegen aan de Victor Nonnemanstraat 34.
Deze onderslagmolen op de Zuunbeek fungeerde als korenmolen en sporadisch als oliemolen.

## Geschiedenis
Oorspronkelijk, vanaf omstreeks 1100, bevond zich hier een leprozerie. In 1553 werd op deze plaats een watermolen gebouwd. In 1934 werden de onderslagraderen vervangen door een turbine. In 1953 werd het maalbedrijf beëindigd.
In de jaren '70 van de 20e eeuw werd de Zuunbeek omgelegd en de turbine en het binnenwerk werden verwijderd. Omstreeks 2000 werd een restaurant in het gebouw geopend. In 2003 werd de molen beschermd als monument en de omgeving als beschermd dorpsgezicht.

## Gebouw
Het betreft een bakstenen gebouw dat teruggaat tot de 18e eeuw maar mogelijk een nog oudere kern heeft. Er is een natuurstenen watermuur. Het sluiswerk is nog deels intact.